# Azjatycki Puchar Challenge IIHF 2018/I Dywizja
Turniej mężczyzn Azjatyckiego Pucharu Challenge IIHF 2018 Dywizji I odbył się w Malezji w Kuala Lumpur. Zawody rozgrywane były w dniach 24–29 marca.
W mistrzostwach pierwszej dywizji uczestniczyło 4 zespoły, które zostały przydzielone do jednej grupy. Rozgrywały mecze systemem każdy z każdym. Następnie wszystkie drużyny grały w półfinałach. Pierwsza drużyna z ostatnią i druga z trzecią. Zwycięzcy par półfinałowych awansowali do finału natomiast przegrani zmierzyli się w meczu o trzecie miejsce. Zwycięzca turnieju zagra w przyszłym sezonie w Top Dywizji.
Wyniki
| 24 marca 2018 | Indie | 3:0 | Makau | MyNISS, Kuala Lumpur |

| Szczegóły      | Szczegóły   | Szczegóły       | Szczegóły  | Szczegóły                                                                              |
| -------------- | ----------- | --------------- | ---------- | -------------------------------------------------------------------------------------- |
| Godzina: 14:30 |             | (0:0, 0:0, 3:0) |            | Widzów: 128 Sędzia główny: Ang Yu Jin Sędziowie liniowi: Raedeni Atmaja Anton Borjajew |
| Godzina: 14:30 | 14 min. kar |                 | 8 min. kar | Widzów: 128 Sędzia główny: Ang Yu Jin Sędziowie liniowi: Raedeni Atmaja Anton Borjajew |

| 24 marca 2018 | Malezja | 12:0 | Indonezja | MyNISS, Kuala Lumpur |

| Szczegóły      | Szczegóły  | Szczegóły       | Szczegóły   | Szczegóły                                                                                  |
| -------------- | ---------- | --------------- | ----------- | ------------------------------------------------------------------------------------------ |
| Godzina: 18:15 |            | (3:0, 4:0, 5:0) |             | Widzów: 562 Sędzia główny: Lei Feng Sędziowie liniowi: Huang Qiwei Benjamin Weng Leong Tam |
| Godzina: 18:15 | 0 min. kar |                 | 22 min. kar | Widzów: 562 Sędzia główny: Lei Feng Sędziowie liniowi: Huang Qiwei Benjamin Weng Leong Tam |

| 25 marca 2018 | Indie | 2:4 | Indonezja | MyNISS, Kuala Lumpur |

| Szczegóły      | Szczegóły   | Szczegóły       | Szczegóły   | Szczegóły                                                                                           |
| -------------- | ----------- | --------------- | ----------- | --------------------------------------------------------------------------------------------------- |
| Godzina: 14:30 |             | (1:3, 0:1, 1:0) |             | Widzów: 166 Sędzia główny: Francois Emmanuel Gautier Sędziowie liniowi: Yong Elbert Cheah Chun Wong |
| Godzina: 14:30 | 20 min. kar |                 | 22 min. kar | Widzów: 166 Sędzia główny: Francois Emmanuel Gautier Sędziowie liniowi: Yong Elbert Cheah Chun Wong |

| 25 marca 2018 | Makau | 1:7 | Malezja | MyNISS, Kuala Lumpur |

| Szczegóły      | Szczegóły  | Szczegóły       | Szczegóły  | Szczegóły                                                                                      |
| -------------- | ---------- | --------------- | ---------- | ---------------------------------------------------------------------------------------------- |
| Godzina: 18:00 |            | (0:1, 1:4, 0:2) |            | Widzów: 374 Sędzia główny: Ryan Hissong Sędziowie liniowi: Anton Borjajew Huang Qiwei Benjamin |
| Godzina: 18:00 | 8 min. kar |                 | 4 min. kar | Widzów: 374 Sędzia główny: Ryan Hissong Sędziowie liniowi: Anton Borjajew Huang Qiwei Benjamin |

| 26 marca 2018 | Indonezja | 2:5 | Makau | MyNISS, Kuala Lumpur |

| Szczegóły      | Szczegóły   | Szczegóły       | Szczegóły   | Szczegóły                                                                          |
| -------------- | ----------- | --------------- | ----------- | ---------------------------------------------------------------------------------- |
| Godzina: 14:30 |             | (1:1, 1:2, 0:2) |             | Widzów: 116 Sędzia główny: Lei Feng Sędziowie liniowi: Yong Elbert Cheah Chun Wong |
| Godzina: 14:30 | 20 min. kar |                 | 56 min. kar | Widzów: 116 Sędzia główny: Lei Feng Sędziowie liniowi: Yong Elbert Cheah Chun Wong |

| 26 marca 2018 | Malezja | 10:1 | Indie | MyNISS, Kuala Lumpur |

| Szczegóły      | Szczegóły  | Szczegóły       | Szczegóły   | Szczegóły                                                                              |
| -------------- | ---------- | --------------- | ----------- | -------------------------------------------------------------------------------------- |
| Godzina: 18:00 |            | (3:0, 4:0, 3:1) |             | Widzów: 445 Sędzia główny: Ang Yu Jin Sędziowie liniowi: Raedeni Atmaja Weng Leong Tam |
| Godzina: 18:00 | 6 min. kar |                 | 28 min. kar | Widzów: 445 Sędzia główny: Ang Yu Jin Sędziowie liniowi: Raedeni Atmaja Weng Leong Tam |

Tabela
| Lp. | Zespół    | M | Z | Zd | Pd | P | G+ | G- | +/− | Pkt |
| --- | --------- | - | - | -- | -- | - | -- | -- | --- | --- |
| 1.  | Malezja   | 3 | 3 | 0  | 0  | 0 | 29 | 2  | +27 | 9   |
| 2.  | Indie     | 3 | 1 | 0  | 0  | 2 | 6  | 14 | –8  | 3   |
| 3.  | Makau     | 3 | 1 | 0  | 0  | 2 | 6  | 12 | –6  | 3   |
| 4.  | Indonezja | 3 | 1 | 0  | 0  | 2 | 6  | 19 | –13 | 3   |

    = awans do półfinału
Półfinały
| 28 marca 2018 | Indie | 2:4 | Makau | MyNISS, Kuala Lumpur |

| Szczegóły      | Szczegóły   | Szczegóły       | Szczegóły  | Szczegóły                                                                                |
| -------------- | ----------- | --------------- | ---------- | ---------------------------------------------------------------------------------------- |
| Godzina: 14:30 |             | (0:2, 0:0, 2:2) |            | Widzów: 179 Sędzia główny: Ryan Hissong Sędziowie liniowi: Raedeni Atmaja Anton Borjajew |
| Godzina: 14:30 | 45 min. kar |                 | 6 min. kar | Widzów: 179 Sędzia główny: Ryan Hissong Sędziowie liniowi: Raedeni Atmaja Anton Borjajew |

| 28 marca 2018 | Malezja | 12:4 | Indonezja | MyNISS, Kuala Lumpur |

| Szczegóły      | Szczegóły  | Szczegóły       | Szczegóły   | Szczegóły                                                                                        |
| -------------- | ---------- | --------------- | ----------- | ------------------------------------------------------------------------------------------------ |
| Godzina: 18:00 |            | (4:0, 5:2, 3:2) |             | Widzów: 316 Sędzia główny: Francois Emmanuel Gautier Sędziowie liniowi: Weng Leong Tam Chun Wong |
| Godzina: 18:00 | 6 min. kar |                 | 18 min. kar | Widzów: 316 Sędzia główny: Francois Emmanuel Gautier Sędziowie liniowi: Weng Leong Tam Chun Wong |

Mecz o trzecie miejsce
| 29 marca 2018 | Indie | 1:4 | Indonezja | MyNISS, Kuala Lumpur |

| Szczegóły      | Szczegóły   | Szczegóły       | Szczegóły  | Szczegóły                                                                                       |
| -------------- | ----------- | --------------- | ---------- | ----------------------------------------------------------------------------------------------- |
| Godzina: 14:30 |             | (0:2, 1:1, 0:1) |            | Widzów: 208 Sędzia główny: Ang Yu Jin Sędziowie liniowi: Yong Elbert Cheah Huang Qiwei Benjamin |
| Godzina: 14:30 | 12 min. kar |                 | 8 min. kar | Widzów: 208 Sędzia główny: Ang Yu Jin Sędziowie liniowi: Yong Elbert Cheah Huang Qiwei Benjamin |

Finał
| 22 lutego 2018 | Malezja | 7:2 | Makau | MyNISS, Kuala Lumpur |

| Szczegóły      | Szczegóły   | Szczegóły       | Szczegóły   | Szczegóły                                                                           |
| -------------- | ----------- | --------------- | ----------- | ----------------------------------------------------------------------------------- |
| Godzina: 13:10 |             | (4:0, 2:0, 1:2) |             | Widzów: 455 Sędzia główny: Ryan Hissong Sędziowie liniowi: Anton Borjajew Chun Wong |
| Godzina: 13:10 | 22 min. kar |                 | 10 min. kar | Widzów: 455 Sędzia główny: Ryan Hissong Sędziowie liniowi: Anton Borjajew Chun Wong |

Klasyfikacja końcowa
| Msc. | Reprezentacja |
| ---- | ------------- |
| 1    | Malezja       |
| 2    | Makau         |
| 3    | Indonezja     |
| 4    | Indie         |

Statystyki indywidualne
- Klasyfikacja strzelców:  Loke Ban Kin – 10 goli[1]
- Klasyfikacja asystentów:  Lim Chee Ming Bryan – 11 asyst[2]
- Klasyfikacja kanadyjska:  Loke Ban Kin – 19 punkty[3]
- Klasyfikacja skuteczności interwencji bramkarzy:  Abdul Shukor Shahrul Ilyas – 92,19%[4]

Nagrody indywidualne
Dyrektoriat turnieju wybrał trójkę najlepszych zawodników na każdej pozycji:
- Bramkarz:  Nawang Dorje
- Obrońca:  Kong Chong Man
- Napastnik:  Anryan Saputra